# Oberwindach
Oberwindach ist eine Gemarkung im oberbayerischen Landkreis Landsberg am Lech.
Bis in die 1960er war das damalige Kirchdorf Oberwindach ein Gemeindeteil der Gemeinde Windach.

## Geographie
Die Gemarkung Oberwindach, Nummer 099045, hat eine Fläche von etwa 396 Hektar und liegt vollständig auf dem Gemeindegebiet von Windach. Auf der Gemarkung liegen der östliche Teil des Gemeindeteils Windach und das nordwestliche Anwesen des Gemeindeteils Dürrhansl.

## Geschichte
Seit dem 12. Jahrhundert ist eine Ortsherrschaft nachweisbar. Der Name Oberwindach, zur Unterscheidung zu Unterwindach und Mitterwindach taucht erstmals 1254 auf.
Am 1. April 1939 wurden die Gemeinden Oberwindach und Unterwindach zur neuen Gemeinde Windach zusammengeschlossen. Die Gemeinde Oberwindach bestand 1925 aus dem Kirchdorf Oberwindach und der Einöde Dürrhansl, hatte 120 Einwohner und eine Fläche von 417,28 Hektar. Als Gemeindeteil der Gemeinde Windach wurde Oberwindach letztmals in der Ausgabe von 1964 der Amtlichen Ortsverzeichnisse für Bayern genannt. In der Ausgabe von 1973 waren die ehemaligen Gemeindeteile Mitterwindach, Oberwindach und Unterwindach bereits in dem neu gebildeten Gemeindeteil Windach aufgegangen.

## Baudenkmäler
Siehe auch: Liste der Baudenkmäler in Windach
- Katholische Filialkirche St. Vitus, erbaut 1631
- Ehemalige Mühle